# Coleophora luteocostella
Coleophora luteocostella é uma espécie de mariposa do gênero Coleophora pertencente à família Coleophoridae.